# Bunte Kuh

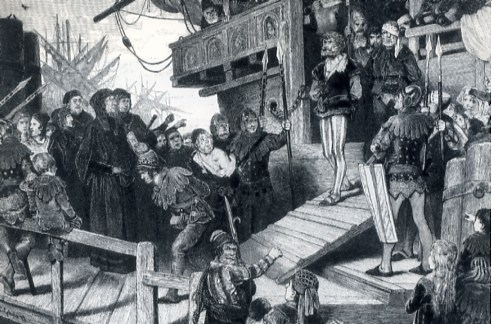
Störtebeker desembarca del snekke Bunte Kuh, grabado en madera de 1877.

La Bunte Kuh (en español: vaca de colores) era un snekke construido probablemente en Flandes, que participó como uno de los barcos de mando de la flota hanseática que atacó en 1401 al pirata Klaus Störtebeker. 

## Historia
Con el fin de proteger el comercio marítimo con Inglaterra y Holanda de los ataques piratas, la ciudad de Hamburgo financió a dos comerciantes la compra de dos snekke -entonces naos modernas- junto con el armamento y la tripulación correspondiente. Una de ellas era la Bunte Kuh, al mando de Hermann Nienkerken. Naves ligeras, que también navegaban a remo, eran ideales para cazar piratas, por ser superiores en velocidad y maniobrabilidad a las carabelas hanseáticas (1). A partir de 1400 se dedicó, junto con otras naves mercantes armadas, a perseguir a Störtebeker y otros que perturbaban con varios barcos el tráfico marítimo en el Mar del Norte. Finalmente se consiguió acorrararlo en Heligoland. Después de derrotarle, le llevaron a Hamburgo y le decapitaron a las puertas de la ciudad.

## Tipo de barco
Del barco histórico no se conoce más que su nombre, el capitán, así como los costos para la compra y mantenimiento. En los libros de la tesorería municipal se anotaron durante varios años los gastos causados por la Bunte Kuh. De tales datos se desprende que se trataba de un snekke, pues una carabela hubiera costado el doble.
Aunque faltan imágenes contemporáneas de este barco, abundan los modelos y reproducciones de épocas más recientes. Existen modelos en el Ratskeller de la ciudad y en el Museo de Historia de Hamburgo.